# AnyTrans
AnyTrans（エニートランス）は、Windows、Macintoshで動作するiOSデバイスのデータの転送・管理・バックアップソフトである。ソフトウェアメーカーのiMobie（アイモビー）が開発、販売している。

## 特徴
- iPhone・iPad・iPod内のコンテンツを個別や一括にパソコンとの間で双方向に転送できる。写真、音楽、動画、ビデオなど様々なコンテンツをバックアップできる。iCloudにログインして複数のiCloudアカウントを同期に管理できる。[1]
- AndroidからiPhoneへコンテンツを転送できる。LINEなどのSNSアプリのバックアップと復元が可能。[2]

## プラットフォーム
- Windows Vista/7/8/10
- Mac OS X 10.8 - 11.0

## 対応可能メディア
- ムービー: MP4, M4A, MOV, WMV, AVI, FLV
- ミュージック: MP3, M4A, MP4B, WMA, WAV
- ミュージックビデオ: MP4, M4V, MOV, WMV, AVI
- ポッドキャスト: MP3, M4A, M4V
- 着信音: MP3, M4A, M4R, WMA, WAV
- テレビ番組: MP4, M4V, MOV, WMV, AVI
- オーディオブック: MP3, M4B, MP4A,WMA, WAV
- ボイスメモ: MP3, M4A
- iTunes U: MP3, MP4, M4V, WMA, WAV
- iBook: PDF, EPUB
- 写真: JPG, PNG, GIF, BMP